# Suaedoideae
Die Suaedoideae sind eine Unterfamilie in der Familie der Fuchsschwanzgewächse (Amaranthaceae). Früher wurden sie zur Familie der Gänsefußgewächse (Chenopodiaceae) gestellt.

## Beschreibung

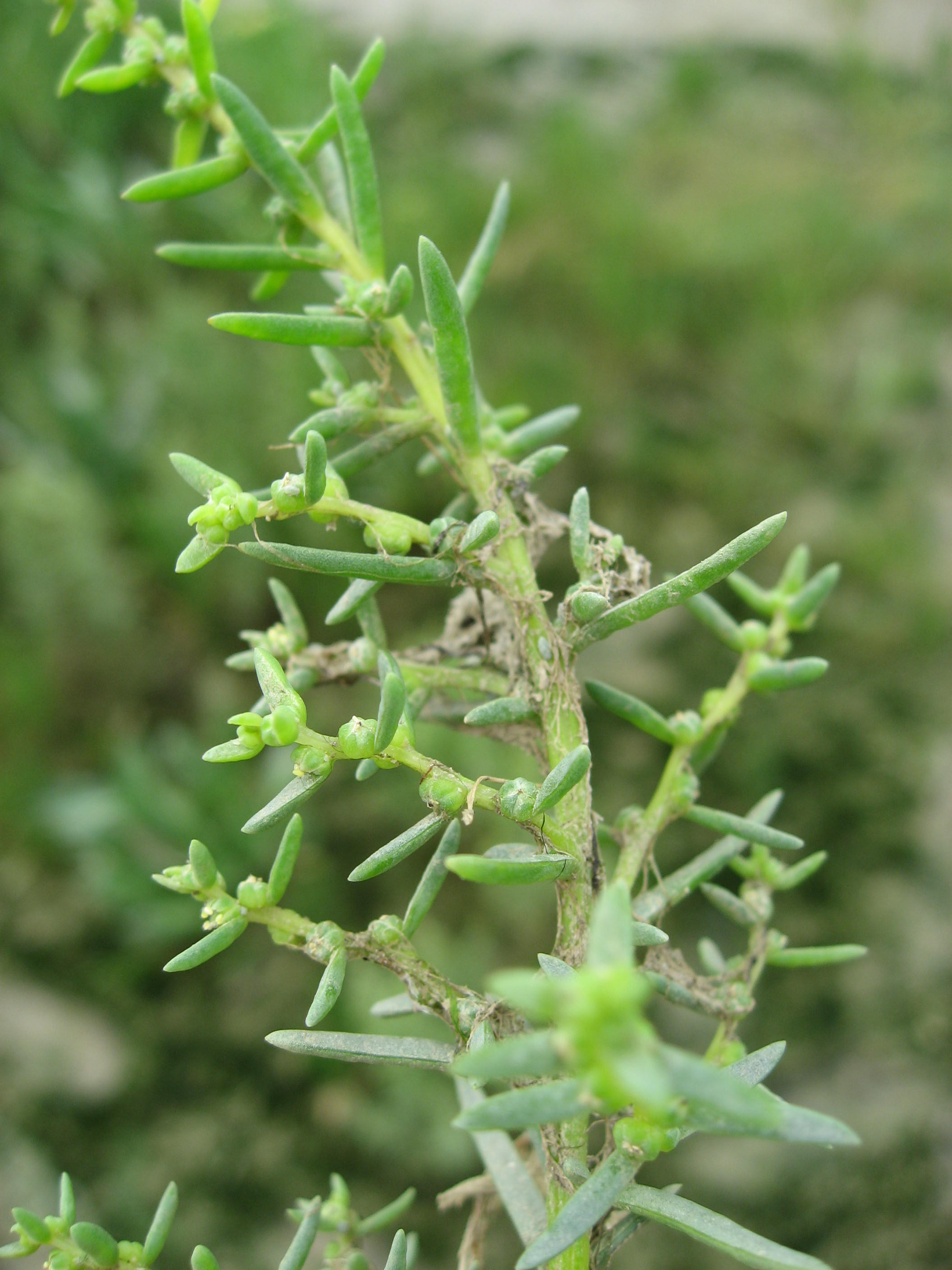
Suaeda maritima

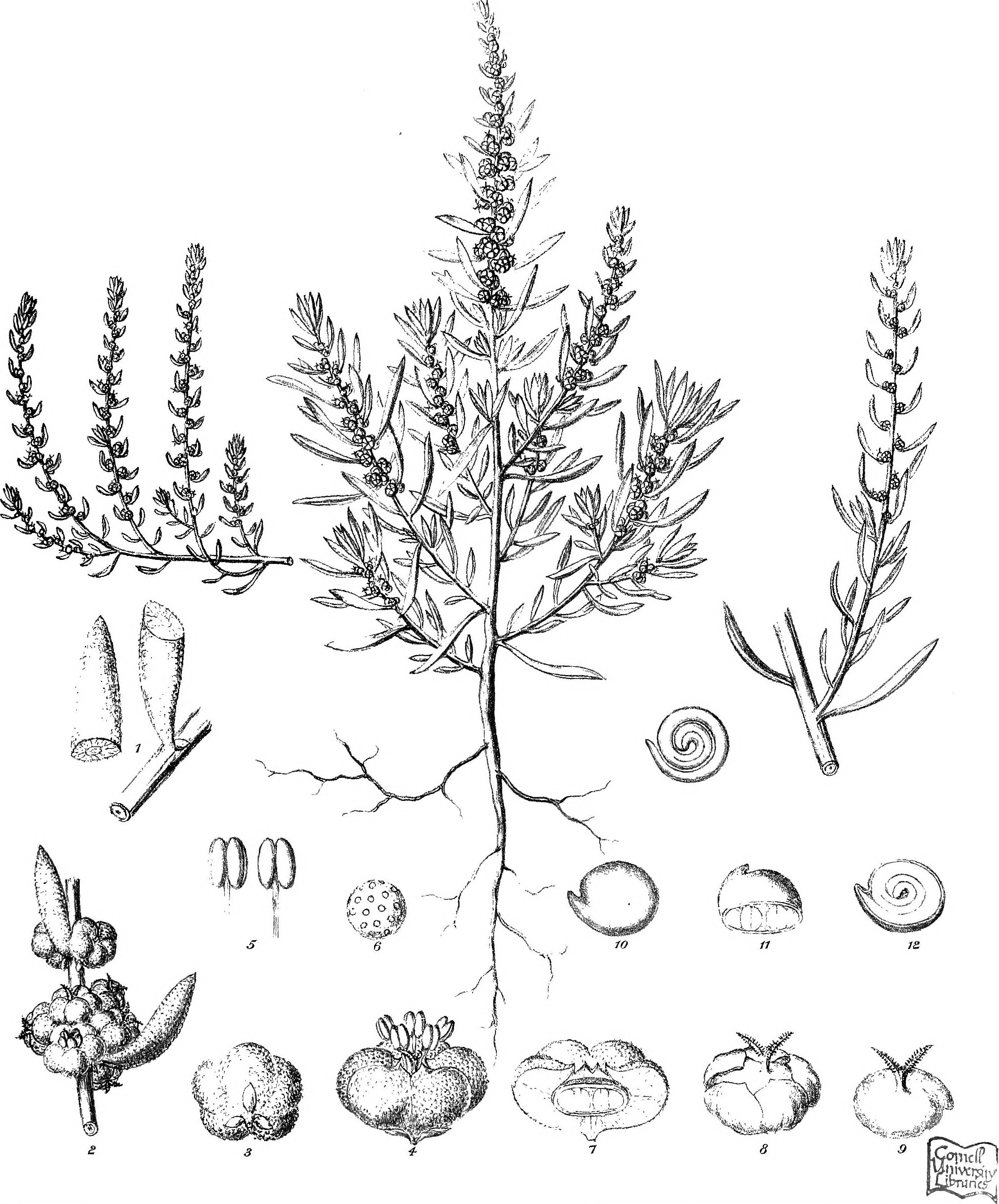
Illustration aus Iconography of Australian salsolaceous plants, 1889 von Suaeda australis

### Vegetative Merkmale
Die Blätter der Suaedoideae haben stets eine ausgebildete Blattfläche. Im Blattquerschnitt gibt es ein zentrales und viele seitliche Leitbündel (Ausnahme Bienertia). An der Basis laufen die Blätter weder am Stängel herab noch sind sie stängelumfassend.

### Generative Merkmale
Die Blüten sind in seitenständigen, zymösen Blütenständen angeordnet. Die Blüten sind frei in den Achseln der Tragblätter, auch Vorblätter sind vorhanden.
Die Blütenhülle besteht aus fünf Tepalen, die an der Basis mehr oder weniger miteinander verbunden sind. Die Anzahl der Staubblätter ist fünf.
Im Samen fehlt meist das Nährgewebe, der spiralige Embryo füllt den Samen ganz aus.

## Photosyntheseweg
Unter den Suaedoideae gibt es etwa gleich viele C3-Pflanzen wie C4-Pflanzen. In der Evolution der Unterfamilie ist der C4-Photosyntheseweg mehrmals unabhängig voneinander entstanden: zweimal mit Kranz-Anatomie in Suaeda Sektion Salsina und Suaeda Sektion Schoberia, erstaunlicherweise ohne Kranz-Anatomie bei Bienertia und in Suaeda Sektion Borszczowia. Hier finden die C4-Synthesewege ohne räumliche Verteilung in einem einzigen Zelltyp statt („single cell C4“). 

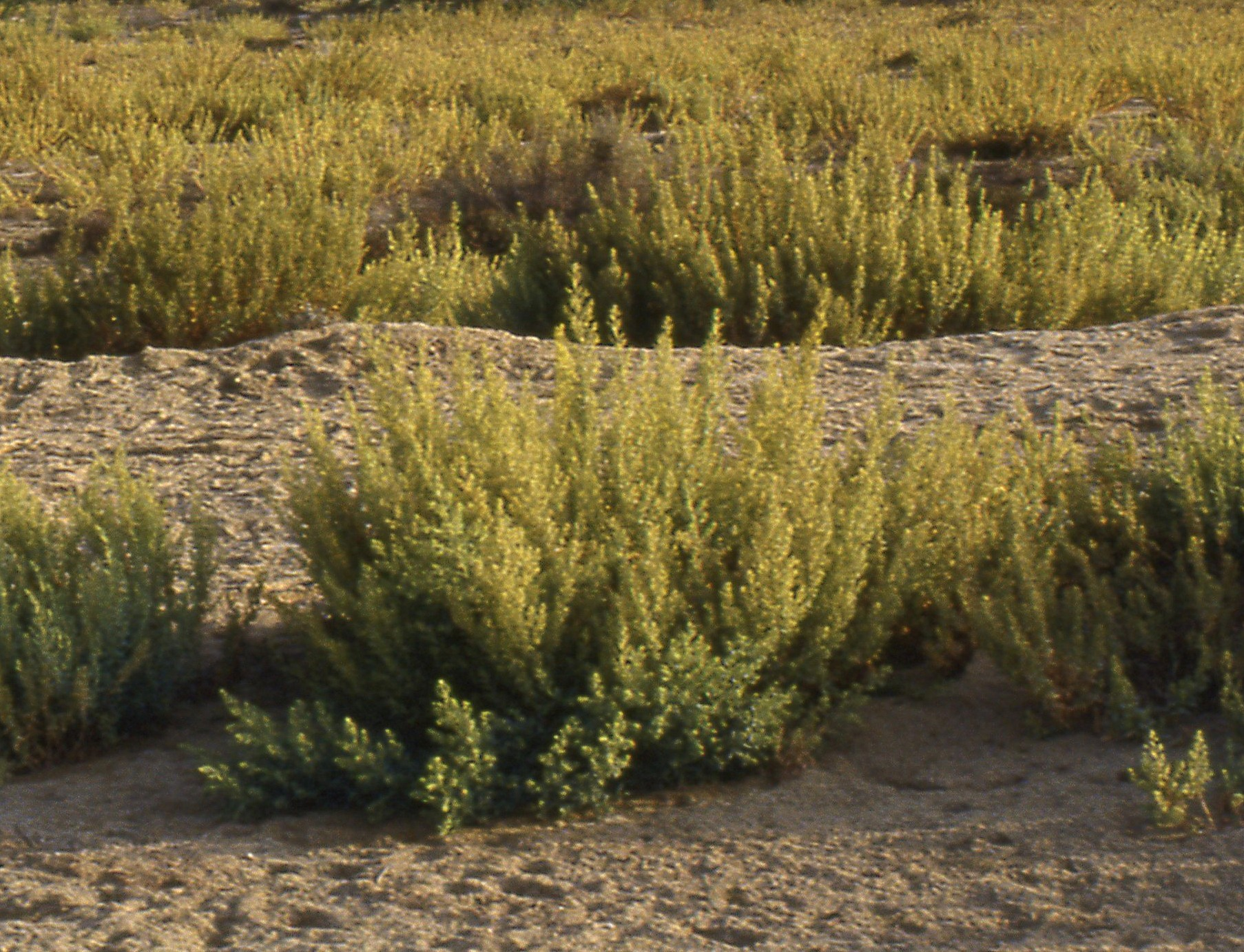
Bestand von Bienertia sinuspersici

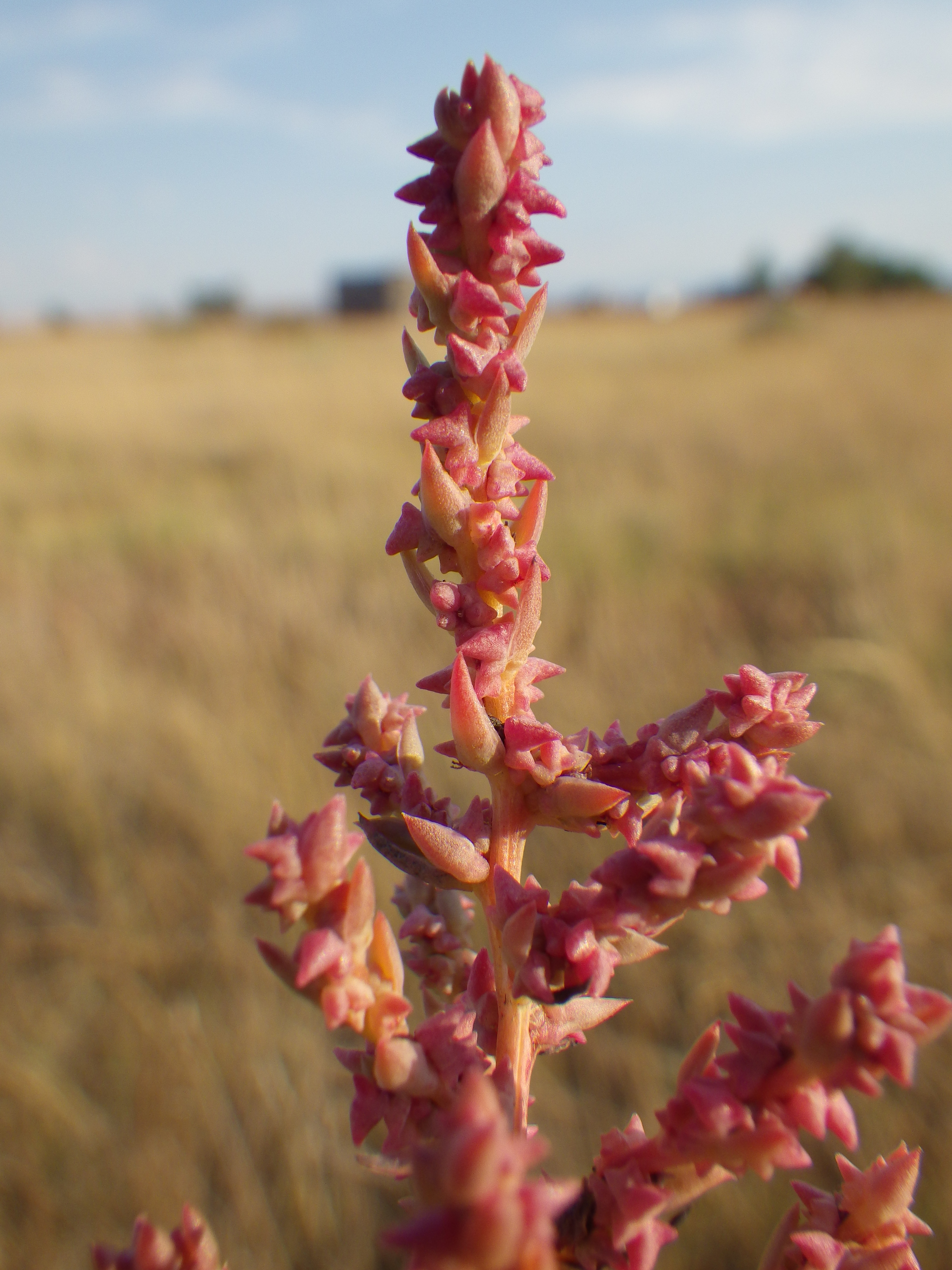
Suaeda calceoliformis

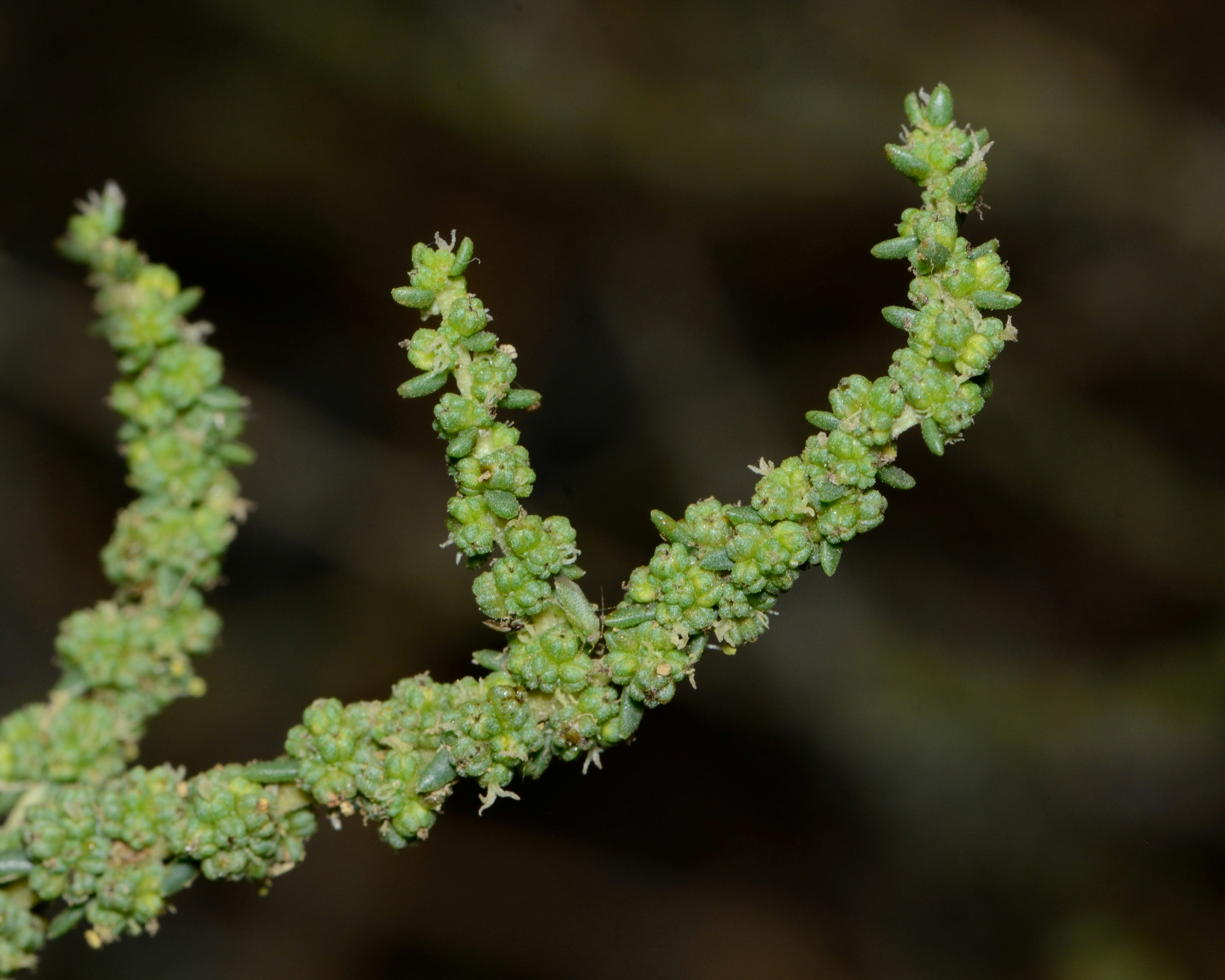
Suaeda fruticosa

## Systematik und Verbreitung
Die Unterfamilie Suaedoideae wurde 1934 durch Oskar Eberhard Ulbrich in Chenopodiaceae. in A. Engler und K. A. E. Prantl (eds.): Die natürlichen Pflanzenfamilien, 2. Auflage, 16c, Engelmann, Leipzig, S. 379–584 aufgestellt. 
Die Suaedoideae sind nahezu weltweit verbreitet. Sie sind wichtige Bestandteile der Vegetation von salzigen Lebensräumen an Küsten und im Inland. Besonders verbreitet sind sie in trockenen (ariden) Gebieten.
Die Unterfamilie Suaedoideae Ulbr. wird in zwei Tribus gegliedert: 
- Tribus Bienertieae Ulbr.: Es gibt nur eine Gattung: 
  - Bienertia Bunge ex Boiss.: Die seit 2012 etwa drei Arten[2] sind von Europa bis zum Iran und Zentralasien weitverbreitet.[3]
- Tribus Suaedeae: Es gibt nur eine Gattung: 
  - Soden (Suaeda Forssk. ex J.F.Gmel., Syn.: Alexandra Bunge und Borszczowia Bunge): Die etwa 82 Arten sind fast weltweit verbreitet. Die Gattung wird weiter unterteilt in:
    - Untergattung Brezia (Moq.) Freitag & Schütze:[4]
      - Sektion Brezia (Moq.) Volk

    - Untergattung Suaeda:
      - Sektion Alexandra (Bunge) Kapralow et al.
      - Sektion Borszczowia (Bunge) Freitag & Schütze[4]
      - Sektion Physophora Iljin
      - Sektion Salsina Moq. s. l. (sensu Schütze et al.)[4]
      - Sektion Schanginia (C.A.Meyer) Volk
      - Sektion Schoberia (C.A.Meyer) Volk
      - Sektion Suaeda